# Kacyk bahamski
Kacyk bahamski (Icterus northropi) – gatunek średniej wielkości ptaka z rodziny kacykowatych (Icteridae). Endemit Bahamów, zagrożony wyginięciem.

## Systematyka
Jest to gatunek monotypowy. Dawniej bywał uznawany za podgatunek kacyka haitańskiego (Icterus dominicensis).

## Występowanie
Występuje endemicznie na Bahamach. Pozostał jedynie na grupie wysp Andros. Dawniej zamieszkiwał też Abaco, ale wymarł tam na początku lat 90. XX wieku. Preferuje tereny leśne, głównie lasy sosnowe oraz mokradła.

## Charakterystyka

### Morfologia
Kacyki bahamskie osiągają zwykle od 20 cm do 22 cm długości. Dorosłe osobniki mają najczęściej czarny grzbiet, pierś i głowę oraz jaskrawożółty brzuch i boki skrzydeł. Młode charakteryzują się żółtym lub pomarańczowym upierzeniem. Mają szaroniebieskie nogi.

### Dieta
Żywią się nektarem kwiatowym, owocami oraz stawonogami.

### Rozmnażanie
Ich sezon lęgowy trwa od marca do sierpnia, jednak najczęściej rozmnażają się w maju oraz lipcu. Ich gniazdo przypomina kosz.

## Status
W Czerwonej księdze gatunków zagrożonych IUCN kacyk bahamski od 2021 roku jest uznawany za gatunek zagrożony (EN, ang. endangered); wcześniej, od 2011 roku klasyfikowano go jako gatunek krytycznie zagrożony (CR, ang. Critically Endangered). Według danych z 2021 roku jego populacja liczy od 2400 do 8400 dorosłych osobników. BirdLife International ocenia trend liczebności populacji jako spadkowy. Do głównych zagrożeń należą: drapieżnictwo gatunków inwazyjnych, pasożytnictwo lęgowe starzyka granatowego oraz utrata i degradacja preferowanych siedlisk sosnowych wskutek huraganów i późniejszych wlewów słonej wody oraz wylesiania na potrzeby rolnictwa.